# Promúsica Colombia
Promúsica Colombia (ehemals APDIF Colombia) ist ein Ableger der International Federation of the Phonographic Industry in Kolumbien und repräsentiert die kolumbianische Musikindustrie. Die Organisation kontrolliert Verkaufszahlen der im Land verkauften Alben und Singles, vergibt Musikauszeichnungen und überprüft Musiklizenzen.

## Verleihungsgrenzen der Tonträgerauszeichnungen
| Auszeichnung | 1997 bis 1998 | 1999 bis 2000 | 2001 bis 2004 | 2005 bis 2006 | seit 2007                                |
| ------------ | ------------- | ------------- | ------------- | ------------- | ---------------------------------------- |
| Gold         | 25.000        | 30.000        | 20.000        | 7.500         | 10.000 (national) 5.000 (international)  |
| Platin       | 50.000        | 60.000        | 40.000        | 15.000        | 20.000 (national) 10.000 (international) |
| 2× Platin    | 100.000       | 120.000       | 80.000        | 30.000        | 40.000 (national) 20.000 (international) |
| …            |               |               |               |               |                                          |

| Auszeichnung | Verkaufszahl |
| ------------ | ------------ |
| Gold         | 5.000        |
| Platin       | 10.000       |
| 2× Platin    | 20.000       |
| …            |              |